# Dixon, Montana
Dixon är en ort i Sanders County i delstaten Montana, USA.